# Stay Around
Albums de JJ Cale
Roll On
(2009)
Stay Around est un album posthume de JJ Cale sorti en 2019.

## Historique
L'album comprend 15 morceaux inédits de JJ Cale, 6 ans après son décès, sélectionnés par sa femme, la guitariste et chanteuse Christine Lakeland.

## Titres
Tous les titres sont de JJ Cale sauf "My Baby Blues" de Christine Lakeland.
1. "Lights Down Low" – 2:20
2. "Chasing You" – 4:26
3. "Winter Snow" – 3:25
4. "Stay Around" – 4:42
5. "Tell You 'Bout Her" – 3:45
6. "Oh My My" – 1:51
7. "My Baby Blues" – 3:04
8. "Girl of Mine" – 3:02
9. "Go Downtown" – 3:32
10. "If We Try" – 2:49
11. "Tell Daddy" – 3:24
12. "Wish You Were Here" – 2:45
13. "Long About Sundown" – 2:48
14. "Maria" – 3:38
15. "Don't Call Me Joe" – 3:01

## Musiciens
- J.J. Cale
- Christine Lakeland
- Bill Raffensperger
- Bobby Emmons
- David Briggs
- David Teegarden
- James Cruce
- Jim Keltner
- Jim Karstein
- Johnny Christopher
- Kenny Buttrey
- Larry Bell
- Reggie Young
- Rocky Frisco
- Spooner Oldham
- Tim Drummond
- Tommy Cogbill
- Walt Richmond